# Libnotes pramatha
Libnotes pramatha är en tvåvingeart som först beskrevs av Alexander 1965.  Libnotes pramatha ingår i släktet Libnotes och familjen småharkrankar. Inga underarter finns listade i Catalogue of Life.